# Dobromyl
Dobromyl (en ukrainien : Добромиль) est une ville de l'oblast de Lviv, en Ukraine. Sa population s'élevait à 4 260 habitants en 2019.

## Géographie
Dobromyl se trouve à 5 km de la frontière polonaise et à 90 km au sud-ouest de Lviv.

## Histoire
La première mention de la localité remonte à 1374. Elle a été fondée par la famille de Herburt, à la demande du prince polonais Władysław Opolczyk. En 1566, le droit de cité lui a été accordé par le roi Sigismond le Vieux. En 1584, Stanislaw Herburt y fit construire un château. Dobromyl fit partie de la Pologne jusqu'à la première partition de la Pologne, en 1772, puis fit partie de l'empire d'Autriche. En 1919, Dobromyl redevint polonaise (voïvodie de Lvov). Occupée par l'Allemagne nazie du 28 juin 1941 au 26 août 1944, Dobromyl fut annexée par l'Union soviétique après la Seconde Guerre mondiale et rattachée à la république socialiste soviétique d'Ukraine. Depuis 1991, elle fait partie de l'Ukraine indépendante.

## Population
Recensements (*) ou estimations de la population :
| 1959* | 1970* | 1979* | 1989* | 2001* | 2011  | 2012  |
| ----- | ----- | ----- | ----- | ----- | ----- | ----- |
| 4 998 | 5 678 | 5 591 | 5 824 | 4 976 | 4 537 | 4 494 |

| 2013  | 2014  | 2015  | 2016  | 2017  | 2018  | 2019  |
| ----- | ----- | ----- | ----- | ----- | ----- | ----- |
| 4 457 | 4 406 | 4 370 | 4 379 | 4 342 | 4 278 | 4 260 |